# Xenos (serie televisiva)
Xenos (クセノス?, Kusenosu) è un dorama giapponese del 2007.

## Trama
Pochi giorni dopo il matrimonio con Saki, ragazza all'apparenza perfetta, Naoto Ishibaki scopre una sconcertante verità: non solo la moglie è sparita senza lasciare traccia, ma la sua identità era fittizia. Desideroso di scoprire chi era realmente la donna che aveva sposato, l'uomo trova il prezioso aiuto dell'investigatrice Yoshino Mariko, che crede di poter rispondere ad alcune delle domande di Naoto.